# Edna Sherry
Pour les articles homonymes, voir Sherry.
Edna Sherry, née Solomon, le 28 novembre 1885 à Cincinnati, Ohio, et morte le 4 février 1967 à New York, est un dramaturge et un auteur américain de roman policier.

## Biographie
Après ses études au Hunter College de l'université de la Ville de New York, elle y enseigne un temps la littérature anglaise. En 1909, elle épouse le Dr Ernest Sherry, un dentiste, et, pendant plusieurs années, se consacre à l’éducation de leurs deux enfants.
En 1923, elle donne une pièce policière, Guilty?, immédiatement produite dans un théâtre de Baltimore. Elle publie ensuite des nouvelles, puis écrit, au début des années 1930, en collaboration avec le dramaturge Milton Herbert Gropper, deux romans policiers, dont l’un, Is No One Innocent?, est une version romancée de leur pièce Inspector Kennedy (1929).
En avril 1934, à la mort de son père, Michael H. Solomon, Edna hérite d’une somme de $10 000 dollars.
En 1948, elle reprend la plume et fait paraître son roman le plus célèbre, Ils ne m’auront pas (Sudden Fear), un thriller finement élaboré, où une femme jalouse échafaude et exécute un plan destiné à éliminer son jeune mari infidèle et à faire accuser sa maîtresse. L’adaptation au cinéma de ce roman, en 1952, sous le même titre, par David Miller, avec Joan Crawford, Jack Palance et Gloria Grahame, est nommée à quatre reprises à la 25e cérémonie des Oscars.
Elle donne ensuite huit ingénieux suspenses, dont plusieurs utilisent la technique narrative de la méthode d’investigation inversée (Inverted detective story (en)), qui fera plus tard la fortune de la série télévisée Columbo. Dans les romans d’Edna Sherry, comme dans l'œuvre télévisuelle, si le policier arrive toujours, par un infime détail, à confondre l’assassin, l’auteur évite toutefois de noircir à dessein ce dernier. Bien souvent, ses récits, qui s'apparentent à des thrillers sociaux, présentent des victimes rarement innocentes et des coupables acculés au crime par le désir d’asseoir leur situation ou leur réputation dans une société américaine livrée aux lois implacables d’une déshumanisante compétition.

## Œuvre

### Romans policiers
- Is No One Innocent? (1930), en collaboration avec Milton Herbert Gropper, version romancée de la pièce Inspector Kennedy.
- Grounds for Indecency (1931), en collaboration avec Milton Herbert Gropper
- Sudden Fear (1948) Publié en français sous le titre Ils ne m’auront pas, Genève, Ditis, coll. Détective-club-Suisse no 59, 1950 ; réédition, Paris, Ditis, coll. Detective Club no 28, 1950 ; réédition sous le titre Le Masque arraché, Paris, La Chouette no 8, 1955 ; réédition sous le titre Ils ne m’auront pas, Paris, J'ai lu policier no 4, 1964 ; réédition, Paris, Librairie des Champs-Élysées, coll. Le Masque no 1779, 1985
- No Questions Asked (1949) Publié en français sous le titre Discrétion assurée..., Paris, S.E.P.E., coll. Soir-Police no 2, 1950 Publié en français dans une autre traduction sous le titre Histoire intime d’un policier, Paris, Fayard, L'Aventure criminelle no 36, 1958
- Backfire ou Murder à Nightfall (1956) Publié en français sous le titre Sorti de rien, Paris, Fayard, L'Aventure criminelle no 22, 1957
- Tears for Jessie Hewitt (1958) Publié en français sous le titre Une petite larme pour Jessie, Paris, Fayard, L'Aventure criminelle no 44, 1959
- The Defense Does Not Rest ou Defense Does Not Rest (1959) Publié en français sous le titre Une tête va tomber, Paris, Fayard, L'Aventure criminelle no 80, 1960
- The Survival of the Fittest (1960) Publié en français sous le titre Que le meilleur survive !, Paris, Fayard, L'Aventure criminelle no 108, 1961
- Call the Witness (1961) Publié en français sous le titre Le Témoin de la 11e heure, Paris, Fayard, L'Aventure criminelle no 120, 1961
- Girl Missing (1962) Publié en français sous le titre Le Pigeon enragé, Paris, Fayard, L'Aventure criminelle no 153, 1962
- Strictly a Loser (1965)

### Théâtre
- Guilty? (1923)
- Inspector Kennedy: there were seven motives for this killing, seven opportunities, and seven confessions! (1929), en collaboration avec Milton Herbert Gropper
- We Are As We Are (1934), drame écrit en collaboration avec Emma Mandel

### Nouvelles écrites en collaboration avec Charles K. Harris
- The Crimson Girl (1927)
- Strange Cargo (1928)

## Adaptations cinématographiques
- 1929 : Thru Different Eyes de John G. Blystone, adaptation de la pièce Inspector Kennedy, avec Edmund Lowe, Warner Baxter et Mary Duncan
- 1953 : Le Masque arraché (Sudden Fear) de David Miller, avec Joan Crawford, Jack Palance et Gloria Grahame